# Милош Рељић
Милош Рељић (Петровац на Млави, 12. јуна 1989) српски је фудбалер.

## Трофеји и награде
Црвена звезда
- Суперлига Србије: 2006/07.
- Куп Србије: 2009/10.